# Anne Efternøler
Anne Efternøler (eigentlich Anne Andersson, * 1984) ist eine dänische Jazzmusikerin (Trompete, Gesang, Komposition).

## Wirken
Efternøler („Nachzüglerin“) arbeitet seit Mitte der 2010er-Jahre in der skandinavischen Jazz- und der Improvisationsszene, etwa mit Jeppe Zeeberg, Kresten Osgood, Peter Ole Jørgensen, Signe Emmeluth, Snöleoparden, Maria Laurette Friis, Hilmar Jensson, Toma Gouband, Maja Ratkje, Óskar Gudjónsson, Ladonna Smith und Ada Rave.
Unter eigenem Namen spielte Efternøler 2022 mit ihrer Band Lige Børn („gleiche Kinder“) ihr Debütalbum ein; beteiligt waren die drei Bassisten Richard Andersson, Anders Christensen und Thomas Morgan. Efternøler und Lige Børn würden ihre unkonventionelle Instrumentierung als Herausforderung und Chance begreifen, schrieb Matty Bannond im Jazz Journal. 2025 legte sie mit Lige Børn ihr zweites Album Brugskunst vor.
Außerdem bildete Efternøler mit Carolyn Goodwin und Maria Dybbroe das Bläser-Trio Bloomers; dessen Album Cyclism erschien 2025 bei Relative Pitch Records. Des Weiteren wirkte sie 2024 bei Signe Emmeluths Album Banshee mit.

## Diskographische Hinweise
- Anne Efternøler & Lige Børn (Hobby Horse Records, 2022)